# Petit Omar
 (août 2019).
Si vous disposez d'ouvrages ou d'articles de référence ou si vous connaissez des sites web de qualité traitant du thème abordé ici, merci de compléter l'article en donnant les références utiles à sa vérifiabilité et en les liant à la section « Notes et références ».
Petit Omar, de son vrai nom Omar Yacef, né en janvier 1944 à la Casbah d'Alger et mort le 8 octobre 1957 à la Casbah d'Alger, est une figure emblématique de l'enfance algérienne engagée dans la guerre d'indépendance.

## Biographie
Né en 1944 dans la Casbah d'Alger de la famille Yacef originaire d'Azeffoun en Kabylie maritime, il est le neveu de Yacef Saâdi, chef de la Zone autonome d'Alger (ZAA), qui l'a désigné comme agent de liaison entre combattants et les chefs du FLN dans la Casbah durant la bataille d'Alger.
Le petit Omar a grandi dans la grande maison familiale de Yacef Saadi, située au 5, rue des Abderrames, dans la Casbah d'Alger. Il avait été marqué à l’époque par les grandes figures de la Révolution qui défilaient dans la maison de son oncle, notamment Abane Ramdane, Larbi Ben M'hidi, Krim Belkacem colonel Ouamrane, Rabah Bitat et autres Ali la Pointe. Il avait bien du plaisir à manipuler les armes des combattants dès son jeune âge. Éclaireur et messager entre militants et chefs du FLN, il a réussi à franchir tous les barrages policiers et à déjouer la vigilance des parachutistes français aux plus forts moments de la bataille d'Alger.
Il est tué le 8 octobre 1957 à l'âge de 13 ans dans la Casbah par les commandos parachutistes du 1er REP qui firent sauter la maison au 5, rue des Abdérrames où les siens se cachaient, Hassiba Ben Bouali, Ali la Pointe et Mahmoud (Hamid Bouhamidi).
Il est inhumé au cimetière El Kettar.

## Hommages
Un nouvel hôpital situé à Draâ Ben Khedda a été baptisé « Hôpital Yacef Omar » en son hommage. Son oncle Yacef Saadi était présent le jour de son inauguration, le 18 février 2014.

## Filmographie
Le film, algéro-italien La Bataille d'Alger, sorti en 1966, met en lumière deux personnages : Ali la Pointe, et Petit Omar. Ce film retrace l'histoire de la bataille d'Alger.
Sorti en 2023, le film documentaire Le petit Omar réalisé par Nourredine Chekired et produit par le ministère des Moudjahidine retrace la vie du jeune martyr de la révolution algérienne. Soraya Mouloudji, ministre de la Culture et des Arts, estime que le documentaire « représente une valeur ajoutée à la mémoire et aux archives afin de faire connaitre aux enfants les sacrifices de leurs ancêtres pour la souveraineté ».